# جانی مار
جانی مار (انگلیسی: Johnny Marr؛ زادهٔ ۳۱ اکتبر ۱۹۶۳) گیتارنواز، خواننده، ترانه‌سرا، و تهیه‌کننده موسیقی اهل انگلستان است. او از سال ۱۹۸۲ میلادی تاکنون مشغول فعالیت بوده و بیشتر به عنوان گیتارنواز گروه اسمیتز و نیز ترانه‌ساز این گروه (به همراه موریسی) شناخته می‌شود.

وی مورد الهام بسیاری از اهنگهای اسمیتز که نوشته موریسی هستند بوده، مانند آهنگ دست اندر دستکش و من تورا share نمی‌کنم.
او در فیلم انگلستان مال من است بازی کرده‌است.